# Un amour pur
Pour plus de détails, voir Fiche technique et Distribution.
Un amour pur (純愛物語, Jun'ai monogatari) est un film japonais réalisé par Tadashi Imai, sorti en 1957.

## Fiche technique
- Titre original : 純愛物語 (Jun'ai monogatari?)
- Titre français : Un amour pur[1]
- Réalisation : Tadashi Imai
- Scénario : Yōko Mizuki
- Photographie : Shun'ichirō Nakao (ja)
- Montage : Yoshiki Nagasawa
- Décors : Seigo Shindō
- Son : Kōichi Iwata
- Musique : Masao Ōki
- Société de production : Tōei
- Pays d'origine :  Japon
- Langue originale : japonais
- Format : couleur - 2,35:1 - 35 mm - son mono
- Genre : drame
- Durée : 133 minutes[2] (métrage : quinze bobines - 3 644 m[2])
- Date de sortie :
  - Japon : 15 octobre 1957[2]

## Distribution
- Shinjirō Ehara (en) : Kantarō Hayakawa
- Hitomi Nakahara : Mitsuko Miyauchi
- Eiji Okada : Shitayama
- Isao Kimura : docteur à l'hôpital Segawa
- Yoshi Katō : le professeur Suzuki
- Seiji Miyaguchi : juge
- Eijirō Tōno : le vieil éboueur
- Yoshio Inaba : docteur à l'hôpital Nisseki
- Kaoru Kusuda (ja) : la professeure Kojima
- Toshiko Kobayashi (ja) : la femme riche
- Haruko Toda (ja) : la mère de Tanaka
- Michiko Araki (ja) : infirmière à l'hôpital Segawa
- Makiko Kitashiro (ja)
- Teruko Kishi
- Kunie Tanaka
- Hisashi Igawa

## Distinctions

### Récompenses
- 1958 : Ours d'argent du meilleur réalisateur pour Tadashi Imai à la Berlinale[3]
- 1958 : prix Blue Ribbon du meilleur réalisateur pour Tadashi Imai (conjointement pour Gens de rizière)[4]
- 1958 : prix Mainichi du meilleur réalisateur pour Tadashi Imai et prix Mainichi du meilleur enregistrement sonore pour Kōichi Iwata (conjointement pour Gens de rizière)[5]

### Sélections
- 1958 : en compétition pour l'Ours d'or à la Berlinale[6]